# Kristina Leko
Kristina Leko (Zagreb, 1966.) hrvatska umjetnica i aktivistica. Mediji u kojima radi su: video, fotografija, instalacije, tekst. Društvena interakcija je u središtu umjetničke prakse koja se često odvija u javnom prostoru. Realizirala je nekoliko većih umjetničkih projekta u zajednicama, u suradnji sa socijalno ugroženim skupinama različitih zemalja (doseljenici, mala seoska gospodarstva, starije osobe, nezaposleni...).

## Obrazovanje
Akademiju likovnih umjetnosti završava 1990. u Zagrebu u klasi prof. Miroslava Šuteja. U razdoblju od 1990. do 1995. studira filozofiju i indologiju na Filozofskom fakultetu u Zagrebu. Godine 1995. završava Napredni tečaj vizualnih umjetnosti pod vodstvom Josepha Kosutha, Zaklada Antonio Ratti, Como. Slijede studijski boravci u Italiji, Nizozemskoj, Grazu, Berlinu, New Yorku... Od 1996. godine redovito piše članke i eseje o umjetničkoj problematici. Godine 2004. dovršava postdiplomski studij na Institut für Kunst im Kontext, Universität der Kunste u Berlinu.

## Umjetničke prakse i projekti

#### Obitelj Berber, 2010.
Kristina Leko, u suradnji s obitelji Berber; dokumentarno-participacijski projekt, intervencija; tržnica Naschmarkt, u sklopu festivala Wiener Festwochen i izložbe Paradiesgarten, kustosica: Birgit Lurz; Beč, Austrija.
Projekt predstavlja obitelj Berber, grčke nacionalnosti, podrijetlom s grčkog otoka koji teritorijalno pripada Turskoj. Berberi su došli u Austriju kao političke izbjeglice 1960-ih te su počeli prodavati na tržnici. Obitelj je zaslužna za prvi uvoz početkom 1970-ih maslinova ulja, maslina i feta sira iz Grčke u Beč, a njihova prodavaonica na tržnici Naschmarkt i danas ima poseban status. Leko je intervenirala na lokaciji, postavljanjem instalacije u prostor prodavaonice. Na zidove je postavila ploče s opsežnim rukom pisanim tekstovima o povijesti obitelji i dokumentarne fotografije. Instalacija je obuhvatila i dokumentarni jednokanalni video. Projekt tematizira povijest novijih migracija te doprinose stranih radnika (gastarbajtera) austrijskom društvu.

#### Sretna kuća pravde i ljubavi, 2009.
Kristina Leko, u suradnji sa štićenicima lokalnih socijalnih ustanova (mladima, starijima, osobama slabijeg imovinskog statusa, izbjeglicama, beskućnicima); participativni društveno-umjetnički projekt; Bonner Kunstverein, Bonn, Njemačka.
U sklopu projekta realiziran je mural u digitalnom ispisu velikog formata, postavljen u javnom prostoru, pred ulazom u Bonner Kunstverein, zatim izložba u izložbenom prostoru Kunstvereina, te četiri manje izložbe, postavljene u suradničkim socijalnim ustanovama. Izloženi materijali nastali su u suradnji s tridesetak osoba, štićenika i štićenica uključenih socijalnih ustanova, te stanovnika četvrti, u sklopu petotjedne umjetničke i participacijske radionice o temi zajedništva, zajedničkog života u gradu te pitanja kako ostvariti promjene. Prema riječima autorice, svrha projekta bila je razmjena ljudi i sadržaja između uključenih četiriju socijalnih ustanova i kulturne ustanove Bonner Kunstvereina. Projekt je popraćen publikacijom «Ein glückliches Heim der Gerechtigkeit und Liebe» u izdanju kuće Bouvier Verlag, Bonn, 2010.

#### Kratka povijest rudarenja 2008./2010.
Kristina Leko, u suradnji s umirovljenim rudarima i članovima njihovih obitelji; umjetnost u zajednici, izložba; asistentica projekta Kristina Tenčić, suradnik David Smithson, kustosica Sabina Salamon; Gradska galerija, Labin, Hrvatska.
Izložba je u Gradskoj galeriji u Labinu 2008. realizirana u suradnji s tridesetak sudionika. Okupila je lokalne protagoniste: rudare, rudarske inženjere te članove rudarskih obitelji i predstavila ih putem video-intervjua, izjava, dokumenata, predmeta, crteža, skulptura. Izložba je u fokus zajednice postavila pitanje o današnjem stanju rudarske baštine te o društvenom statusu bivših rudara i njihovih obitelji. Na temelju izložbe, umjetnica je 2010. godine oblikovala instalaciju u kojoj je objedinila prikupljenu građu u povijesnom rasponu od vremena Labinske republike 1921. do današnjih dana: tekstove, fotografije i dokumente u digitalnom ispisu velikog formata. Usto, instalacija sadrži zidni crtež, letke te dvije skulpture nastale u radionici modeliranja u Labinu (portret jednog rudara i portret premijera RH iz vremena zatvaranja rudnika).

#### Suprematizam na trg!, 2008.
Kristina Leko, u suradnji s udrugom [BLOK] – Lokalnom bazom za osvježavanje kulture, u sklopu manifestacije Pravo na grad; prijedlog za intervenciju u javnom prostoru, internetska stranica; Trg bana Josipa Jelačića, Zagreb, Hrvatska.
"Suprematizam na trg!"nerealizirana je intervencija u javnom prostoru grada Zagreba. Prijedlog je bio crnim platnom prekriti korporativne oznake i reklame na glavnom gradskom trgu, i to u suradnji s tvrtkama koje su zakupile oglasne prostore. Prema autoričinom objašnjenju, svrha je istražiti do koje su se mjere tvrtke spremne odreći reklama i oznaka u neprofitne svrhe, tj. radi realizacije umjetničkog djela. Za samo umjetničko djelo umjetnica smatra da bi ono kod prolaznika potaknulo razmišljanje o nematerijalnim vrijednostima, i to u predbožićno vrijeme. Projekt nije bio realiziran, što je popraćeno manjim skandalom, koji mu je donio znatnu medijsku pozornost. Naime, nakon urgiranja jednog od ravnatelja vodeće banke, nadležni je gradski ured povukao prethodno izdano dopuštenje za intervenciju, što je izazvalo negodovanje kulturne javnosti. Web-stranica projekta nije arhivirana.

#### Kattenburger Triomfboog (Kattenburški slavoluk), 2007./2010.
Kristina Leko i David Smithson u suradnji sa stanovnicima; participacijski umjetnički projekt i trajna intervencija u javnom prostoru; naručitelji: Grad Amsterdam – Centar i Woonstichting De Key; kustosi: Wiseguys Urban Art Projects; Amsterdam.
Intervencija u javnom prostoru aplicirana je na postojeću arhitekturu, a sastoji se od reprodukcija rukom ispisanih tekstova. Tekstovi su otisnuti na keramičke ploče kojima su opločeni stupovi na ulazu u stambeni blok na otoku Kattenburgu, u samom centru Amsterdama. Rad je izveden uz sudjelovanje i podršku lokalne zajednice i stanovnika. Sudionici projekta su tijekom 1970-ih sudjelovali u građanskoj inicijativi protiv gentrifikacije. Uspjeli su se izboriti za pravo povratka na otok poslije sanacije, kao i za subvencionirane stanarine u novoizgrađenim zgradama. Njihovi tekstovi dokumentiraju povijest zajednice u razdoblju od Drugog svjetskog rata do danas, uz opise povijesnih zbivanja, portrete istaknutih osoba, kao i sjećanja i misli sudionika i sudionica o zajednici, zajedničkom životu, prijateljstvu, solidarnosti i pravdi.

#### Missing Monuments, 2007./2008.
Kristina Leko i David Smithson, u suradnji sa doseljenicima, stranim radnicima, njihovim klubovima i udrugama u Grazu; intervencija u javni prostor; kustos Werner Fenz; Universalmuseum Joanneum, Institut für Kunst im Öffentlichen Raum Steiermark, Graz, Austrija.
Intervencija u javnom prostoru atrija Zemaljskog sabora Štajerske sastojala se od pet skulpturalnih portreta (glave ili biste) pet istaknutih članova useljeničkih zajednica u Grazu. Na svakom se od pet postamenata nalazio prateći biografski tekst. Skulpture i tekstovi, kao i sam odabir protagonista, nastali su na radionicama, u suradnji s članovima useljeničkih zajednica u Grazu. Sama je lokacija intervencije reprezentativna i vrlo frekventna. Intervencija je bila postavljena pola godine od rujna 2008., u doba lokalnih parlamentarnih izbora. Odljevi skulptura nalaze se u zbirci Zemaljskog muzeja Joanneum. Rad je diobio nagradu 10. trijenala hrvatskog kiparstva te nagradu AICA-e 2009. godine.

#### Spomenici dobrim ljudima Volkertviertela, 2006.
Kristina Leko, u suradnji s učenicima škola iz susjedstva (opća gimnazija, osnovna škola, škola za učenike s posebnim potrebama); umjetnost u zajednici, serija od sedam instalacija u javnom prostoru; naručitelj: Kunst im Öffentlichen Raum Wien; lokacija: Volkertviertel, Beč, Austrija.
Životopise radnika i stranih radnika (gastarbajtera) koji žive u gradskoj četvrti Volkertviertel sročili su učenici i učenice u okviru edukativnih umjetničkih radionica. Tekstove su potom u velikom formatu rukom ispisali studenti i mladi iz susjedstva, na zidove zgrada u istoj gradskoj četvrti. Sedam tekstova, sedam zidnih intervencija, bilježe društvenu povijest tog dijela grada u posljednjih pedesetak godina kroz odabir karakterističnih pojedinaca. Namjera je projekta, kako umjetnica ističe, osnaživanje društvene kohezije u zajednici te kulturne i društvene identifikacije između različitih društvenih i etničkih skupina.

#### Dokaz br.4: Svaki je čovjek umjetnik, 2006.
Kristina Leko, u suradnji s Prijateljima secesije (Freunde der Secession) i inicijativom za nezaposlene Volkshilfe Beschäftigungsinitiative; socijalna skupltura, happening, instalacija/ambijent; Grafički kabinet, Secession, Beč, Austrija.
Ambijent postavljen u Grafičkom kabinetu Secesije formalno se referira na povijesne bečke literarno-umjetničke salone. Kako navodi objašnjenje na ulazu, unutar ambijenta su postavljena amaterska umjetnička djela, izrađena u sklopu radionice sa štićenicima i štićenicama inicijative za nezaposlene Volkshilfe, izložena uz djela profesionalnih umjetnika, posuđena iz privatnih zbirki. Zidnim tekstom umjetnica poziva posjetitelje da odgonetnu koje je umjetničko djelo amatersko, a koje profesionalno, te da tako sami provjere tezu da je svaki čovjek umjetnik. U projektu je sudjelovalo dvadeset osoba, deset iz skupine nezaposlenih i deset iz skupine ljubitelja umjetnosti i kolekcionara, koji su za izložbu posudili djela iz svojih zbirki.

#### Bez teme (U razgovoru s radnicima/ama), 2004./2006.
Kristina Leko, u suradnji s tri socijalne ustanove i njihovim štićenicima/ama: AWO Leuna, Arbeit und Leben Training Center Schkopau i Sozial Dienstleistungzentrum Merseburg; multimedijska instalacija; u okviru izložbe „Shrinking Cities II - Interventions“ (2005./2006.), Galerie für Zeitgenössische Kunst, Leipzig, Njemačka.
Instalacija se sastojala od fotografija, tekstualnih i rukopisnih dokumenata, crteža, pronađenih i osobnih predmeta, te od četiri dokumentarna video rada i tri dokumentarna audio rada. Audiovizualni materijali su većinom intervjui s protagonistima te bilježe njihova konkretna iskustva, razmišljanja, želje i planove. Protagonisti su nezaposlene osobe, skupina prijevremeno umirovljenih radnica, te adolescenti koji pohađaju program dokvalifikacije nakon prekinutog školovanja. U pratećim tekstovima autorica ističe da je nakana bila istražiti na koji način individualne biografije odražavaju društveni kontekst, te na koji način ona sama može biti korisna. Kraće verzije video radova Leko poklanja ustanovama na slobodno korištenje. U sklopu projekta Leko je razvila metodu osnaživanja kroz crtanje autoportreta velikog formata, koju će i poslije koristiti u radioničkom radu. Projekt je nastao 2005., u vrijeme uvođenja reforme Hartz IV, što je razdoblje najveće nezaposlenosti u poslijeratnoj ujedinjenoj Njemačkoj.

#### Ured za popravljanje Ustava, 2004./2005.
Kristina Leko; akcija u javnom prostoru, Gradski park, Weimar; instalacija, ACC Galerie Weimar, Njemačka; video rad "Addressing the Americans, Part One (56 min.)
U gradskom parku u Weimaru autorica je izvela jednotjednu akciju u javnom prostoru pri čemu je pozivala prolaznike da daju prijedloge za unaprjeđenje američkog Ustava, predlažući, između ostaloga, globalno pravo glasa na izborima u SAD-u. Instalacija u parku sastojala se od suncobrana, ležaljki, te priručne arhive ustava različitih zemalja. Jedan dio sudionika upisao je svoje prijedloge u knjigu dok su drugi dali izjave u kameru. Bile su to 'poruke građanima i političarima SAD-a'. Video-rad koji je nastao tom prilikom prikriva identitet govornika raznobojnim kvadratnim maskama, te navodi da je 80% sudionika zatražilo da im se zaštiti identitet. Video-rad se nalazi u zbirci Moderne galerije u Zagrebu.

#### Vismijn, 2004.
Kristina Leko; dokumentarni video-projekt, video-instalacija; De Willem3, Vlissingen, Nizozemska.
Vlissingen je posljednje mjesto u Nizozemskoj u kojem se riba sortira ručno, i to iz religioznih razloga. Taj je radni proces u cijelosti prikazan u eksperimentalno-dokumentarnom videu, snimljenom u tamošnjoj komunalnoj ribarnici. Video instalacija je, osim četverostruke video-slike, obuhvatila i dva monitora s intervjuima vlissingenških ribara te dvjestotinjak sanduka za ribe koji čine skulpturalni i olfaktivni element rada.

#### Amerika, 2005.
Kristina Leko, u suradnji s Marcellom Bonich, Nori Boni Zorovich, Miriam Busanic, Margaret Zgombic i Ljubicom Zic; izložba; MSU-Muzej suvremene umjetnosti Zagreb, Hrvatska; kustosi: Nada Beroš, Tihomir Milovac.
Izložba predstavlja životne priče pet iseljenica starije dobi iz primorske Hrvatske, koje žive u Queensu, New York te iz njihove perspektive propituje ideju američkog sna i realnost iseljeništva. Multimedijalni postav u paviljonu 19 Zagrebačkog velesajma obuhvatio je video i foto-materijal iz obiteljskih arhiva, osobne predmete (ready-made), tekstove i dokumente, audio i video radove, te nekoliko artefakata koje potpisuje umjetnica: pet rukom ispisanih ploča sa životnim pričama protagonistica, američka zastava u digitalnom tisku na platnu (7x15 metara), foto arhiv projekta, i dr. Koristeći prvi put koncept „proširenog dokumentarnog kina“, autorica propituje univerzalne pojmove poput slobode, rada, obitelji, demokracije, komunizma, kapitalizma i staroga doma. Ispisane ploče i peterokanalna video instalacija – kao cjelina nazvana "AMERIKA (5)" – od 2009. godine dio su zbirke Muzeja suvremene umjetnosti Zagreb. 

#### Sir i vrhnje, 2002./2004.
Kristina Leko, u suradnji s udrugom [BLOK] – Lokalna baza za osvježavanje kulture; akcije u javnom prostoru, istraživanje, internetske stranice, izložba u PM galeriji 2003; Zagreb, Hrvatska.
Umjetnički aktivistički projekt «Sir i vrhnje» ustvari je inicijativa za zaštitu zagrebačkih mljekarica, čiji je opstanak postao ugrožen procesima prilagodbe hrvatske administracije i zakonodavstva zahtjevima Europske unije. Projekt je obuhvatio jednoipolgodišnje istraživanje i dokumentaciju obiteljskog, ekonomskog i društvenog položaja mljekarica; manju medijsku kampanju; prikupljanje potpisa podrške; okrugli stol za odgovorne službenike; internetsku stranicu s arhivom i bazom podataka, dva happeninga u javnom prostoru te izložbu usmjerenu na promociju problematike, prikupljanje potpisa i lobiranje. Na izložbi je predstavljena trokanalna video instalacija, fotografski radovi i artefakti te objekti i dokumentacija. Projekt je nagrađen Vjesnikovom nagradom Josip Račić 2004. godine. Leko se problematikom bavila i poslije, te je, između ostaloga, kao scenaristica i redateljica snimila dokumentarni film «Sir i vrhnje», u produkciji Factuma, 2013.

#### Posjet, 2002./2003.
Kristina Leko, u suradnji sa štićenicima Doma umirovljenika Volkshilfe; socijalna skulptura, fotografija; 4. Österreichische Triennale zur Fotografie, Graz, Austrija.
Za Austrijsko trijenale fotografije Leko je realizirala fotografiju na kojoj su tri štićenika doma umirovljenika, nastalu na temelju razgovora o najvažnijim profesionalnim i privatnim iskustvima protagonista. Njihove priče predstavljene su simboličkim predmetima, što omogućuje da se na temelju fotografije razgovara o tim iskustvima. Potom je Leko fotografiju izložila u prostoru kafeterije u Domu, te organizirala razgovore o fotografiji. Objašnjavajući projekt i svoj odabir lokacije, Leko ističe da je nakana bila potaknuti publiku trijenala da dođe u posjet Domu umirovljenika, jer štićenike slabo posjećuju. Fotografija je poklonjena Domu umirovljenika i tamo je trajno izložena.

#### O mlijeku i ljudima, 2001./2003.
Kristina Leko, u suradnji s deset seoskih obitelji iz Hrvatske i Mađarske; komunikacijski projekt, deset kratkih filmova (svaki 13-16 minuta), video-kolaž razgovora (60 min.), instalacije predmeta, izložba; Kortárs Művészeti Intézet/Institute of Contemporary Art (ICA-D), Dunaújváros, Mađarska.
Izložba u gradskoj galeriji u Dunaujvarosu predstavila je pet hrvatskih i pet mađarskih obitelji koje žive od proizvodnje mlijeka. Radi se o multi-kanalnoj video-instalaciji popraćenoj odabranim obiteljskim predmetima, podijeljenoj u dvije cjeline. Pomoću eksperimentalno-dokumentarnih video-radova te intervjua s protagonistima, umjetnica detaljno bilježi radne procese i uvjete rada na selu, te analizira društveno-ekonomski položaj odnosno probleme malih obiteljskih gospodarstava. Na općenitijoj razini uspoređuje iskustvo i posljedice procesa tranzicije u dvjema zemljama, te pokazuje da i mađarske i hrvatske obitelji imaju jednake probleme. Participacijski karakter, kao jedna od ključnih sastavnica projekata Kristine Leko, ovdje se ostvario sudjelovanjem predstavljenih obitelji u odabiru artefakata i u samom postavljanju izložbe, te sudjelovanjem studenata lokalnog agronomskog fakulteta u produkciji edukacijskog materijala za izložbu.

#### Sarajevo International, 2001.
Kristina Leko u suradnji s dvanaest protagonista/ica; video-projekt, serija intervencija u urbani prostor; Centar za savremenu umjetnost, Sarajevo, Bosna i Hercegovina. Produkcija: Proba.
U okviru projekta Leko je u suradnji s 12 doseljenika u Sarajevu realizirala dvanaest video-priča. Radi se o ljudima koje su se iz osobnih razloga doselili u Sarajevo tijekom 1990-ih i koji se razlikuju po društvenom položaju, religijskoj i etničkoj pripadnosti. Video-priče su prikazane u javnim i polujavnim prostorima te emitirane na lokalnoj televiziji. U nekoliko intervjua Leko spominje da je željela pomaknuti fokus sa Srba, Hrvata i Bošnjaka na neke druge ljude, koji su u Sarajevo doselili, dok Sarajlije uglavnom razmišljaju o odlasku, te da je publika iznimno dobro reagirala na tu promjenu perspektive. Autorica također ističe da projekt nije dobio potporu Europske kulturne fondacije jer se, prema njihovom mišljenju, nije bavio relevantnim temama. 

#### Gospa ribama, 2001.
Kristina Leko; video-instalacija zatvorenog kruga, u javnom i polujavnom prostoru; u sklopu festivala Zadar uživo; kustosica Radmila Iva Janković, Zadar, Hrvatska.
U atrij franjevačkog samostana, na blagdan Velike Gospe, 15. kolovoza, izravno se video-vezom prenosila situacija podvodne instalacije u kojoj je figurica Gospe osvijetljena i katkad okružena ribama. 

#### Exchanging Biographies/ Razmjena biografija, 2000.
Kristina Leko; video-komunikacijski projekt; Laznia Center for Contemporary Art, Gdanjsk, Poljska; video-radovi: "Gdansk Dolne Miasto", mini DV, Beta SP (56 min.), "Ja, Jadzia", mini DV, Beta SP (8 min.).
U sklopu projekta održana je kreativna radionica pisanja i video-snimanja. Sudjelovalo je 11 djevojčica koje stanuju u blizini Laznia Centra za suvremenu umjetnost u četvrti Donji grad u Gdanjsku. Snimljene materijale Leko je objedinila u video-rad „Gdansk Dolne Miasto“. te u video-rad "Ja, Jadzia" u kojem je izdvojena i detaljnije obrađena jedna od 11 priča. Gradska četvrt Dolne Miasto tada je bila obilježena velikom stopom kriminala i uličnim nasiljem. Ulični incident, fizički napad na tim projekta za vrijeme snimanja u javnom prostoru te krađa opreme, okupila je roditelje u grupu koja je podržala projekt fizički osiguravajući mjesta snimanja, što je također dokumentirano. Nakon toga, javne projekcije videa „Gdansk Dolne Miasto“ okupile su susjedstvo a roditelji su se međusobno povezali sa željom organiziranja sigurnih prostora za djecu. 

#### Veduta, 1998.
Kristina Leko; happening/instalacija zatvorenog kruga u javnom i galerijskom prostoru; u okviru 33. zagrebačkog salona; kustosi Igor Zabel, Ana Dević; Galerija Klovićevi dvori, Zagreb, Hrvatska.
 Veduta je jedan od radova iz serije video-link instalacija Kristine Leko, inspiriranih statusom religije u post-socijalističkim društvima. Kamera snima Kamenita vrata, tj. ulaz u svetište Majke Božje od Kamenitih vrata. Kadar se referira na klišeizirane prikaze staroga grada i gradskih veduta. Video-slika se prenosi u prostor galerije, gdje je uz video projekciju izložena replika ready-made objekta pronađenog u prostoru svetišta Kamenitih vrata – bočica Coca-Cole s utaknutom crvenom ružom.

#### Cvijeće, 1997./1998.
Kristina Leko; video-instalacija zatvorenog kruga u javnim i galerijskim prostorima; grupna izložba "Who by Fire"; kustosi János Szoboszlai, Lívia Páldi; Kortárs Művészeti Intézet/Institute of Contemporary Art (ICA-D), Dunaújváros, Mađarska.
Jedan od radova iz serije video-link instalacija Kristine Leko, inspiriranih položajem religije u post-socijalističkim društvima. Snimka oltara nedavno izgrađene evangeličke crkve prenosi se u Gradsku vijećnicu i u prostor Gradske galerije, gdje je instalacija nadopunjena ready-made objektom – vazom s crvenim karanfilima, simbolom komunizma, koja je zatečena u interijeru crkve i zabilježena videom.  

#### Škola gledanja, 1995./1997.
Kristina Leko; projektni prijedlog i konceptualni okvir za niz umjetničkih intervencija u javne i polujavne prostore, participacijska događanja i radionice, realizirano djelomično, Zagreb, Hrvatska.
Projektni prijedlog sadržavao je umjetnički program istraživanja odnosa između vizualnih podražaja, percepcije i znanja, a napisan je 1994./1995. Uvršten u program Muzeja suvremene umjetnosti u Zagrebu za godinu 1995., projekt nije dobio potporu za realizaciju te je djelomično realiziran od 1995. do 1997. u okviru različitih izložbi i manifestacija. Prijedlog je obuhvatio seriju skulpturalnih instalacija, tzv. fokusirajuće naprave (djelomično ostvareno), rotaciju inventara između javnih ustanova (neostvareno), participacijske radionice (djelomično ostvareno). Koncept je dobio nagradu 30. zagrebačkog salona 1995. godine.

#### Speaker System, 1994.
Kristina Leko; instalacije, intervencije i akcija u javnom, polujavnom i medijskom prostoru; u okviru izložbe "Keep That Frequency Clear"; kustos Tihomir Milovac; Dom HDLU-a, Zagreb, Hrvatska.
Projekt obuhvaća seriju instalacija s fotografijama Sonyjevog logotipa i replikama ambalažnih kartonskih kutija za Sonyjeve zvučnike, te akciju dijeljenja letaka u javnim i polujavnim prostorima. Kartonske kutije replika su ambalažnih kutija tvrtke Sony, a redizajnirane su dodavanjem citata Wima Wendersa iz 1993. godine o ugroženosti europskog identiteta zbog širenja američke filmske industrije i japanske tehnologije: "Pogledajte kako su Japanci mudri: shvatili su da će industrija pokretnih slika vjerojatno biti najmoćnija grana u 21. stoljeću, kao i to da su Amerikanci već gotovo monopolizirali tu industriju. Ako Amerikanci uspiju u svom naumu, Europa će na početku dvadeset i prvog stoljeća biti treći kontinent. Ako nema europskih slika, neće biti ni Europe.". Leko je dijelila letke s Wendersovim tekstom, te čitala isti u radijskom programu HRT. U svojim tekstovima te u nekoliko intervjua Leko objašnjava pozadinu rada, te govori da se Sonyjev logotip u Zagrebu pojavio s prvom trgovinom neslužbenog Sony distributera, u vlasništvu obitelji Franje Tuđmana, u obližnjoj Branimirovoj ulici. Lokacije projekta bile su: Studentska poliklinika, središnjica Hrvatske demokratske zajednice, jedna trgovina ženskom odjećom, te vanjski i unutarnji prostori Doma Hrvatskog društva likovnih umjetnika. Projekt je dobio nagradu 33. zagrebačkog salona 1998.

## Akcije
- The Berbers, Wiener Festwochen, Vienna, 2010
- Kattenburger Triumphal Arch, Amsterdam, NL, 2007-10
- Sretno, A Short History of Mining, Labin, HR, 2008
- Missing Monuments, Graz, AT, 2007 www.missingmonuments.eu
- Denkmäle für die Leute von Volkertviertel, Vienna, AT, 2006
- Beweis Nr.4: Jede/r Mensch ist ein/e Künstler/in, Secession, Vienna, AT, 2006
- No Subject (A Conversation with Working People), Halle/Leipzig, DE, 2005
- Amerika, Queens, N.Y. / Zagreb, HR, 2003-05
- Vismijn, Vlissingen, NL, 2004
- Constitutional Overhaul Bureau, Weimar, DE, 2004
- On Milk and People, Slavonski Brod, HR / Dunaujvaros, HU, 2002-03
- Sarajevo International, Sarajevo, BA, 2001
- Exchanging Biographies, Gdansk, PL, 2000
- A Visit, Graz, AT, 2002-03
- Public art installations from the 1990ies
- Autobiographical Works, since 1999

## Nagrade i priznanja
- Niz stipendija, među kojima su P.S.1 MoMA International Studio Program, New York (2002./2003.)
- ACC Galerie, Weimar (2004.), Office of Contemporary Art, Oslo & Atelier Nord, Oslo (2005.).
- Nagrada Salona mladih (1992.)
- Nagrada Zagrebačkog salona za projekte škola gledanja iSpeaker System (1995.)
- Vjesnikova Likovna nagrada Josip Račić (2004.) u suradnji s udrugom BLOK 2004 za projekt Sir i vrhnje
- Kunstpreis Europas Zukunft, Leipzig (2005.)

## Vanjske poveznice
http://kristinaleko.net/
[neaktivna poveznica]